# 491 Carina
491 Carina este un asteroid din centura principală, descoperit pe 3 septembrie 1902, de Max Wolf.